# ...ora mi faccio un caffè
...ora mi faccio un caffè è il terzo e ultimo album di Mariadele pubblicato nel maggio 2002 dall'etichetta indipendente San Marino Performance.

## Il disco
L'album è stato anticipato dai singoli Se tu mi vuoi del 2001 e Indispensabile dell'aprile 2002.

## Tracce
1. Indispensabile - 3:45 - (Mariadele, Saverio Grandi)
2. C'era una volta - 3:39 - (Mariadele, Saverio Grandi)
3. Non ti dimentico - 3:38 - (Mariadele, Saverio Grandi)
4. Lascerei tutto - 3:31 - (Mariadele, Saverio Grandi)
5. Libero amore - 4:21 - (Mariadele, Saverio Grandi)
6. Dimmi di sì - 3:54 - (Mariadele, Saverio Grandi)
7. Bambina - 4:10 - (Mariadele)
8. Non ci lasceremo mai (forse) - 4:51 - (Mariadele, Saverio Grandi)
9. Sola - 4:12 - (Mariadele, Saverio Grandi)
10. Trasversale - 3:54 - (Stefano Galafate Orlandi, Mariadele, Saverio Grandi)
11. Nessuno mai - 4:06 - (Mariadele, Saverio Grandi)
12. Vieni via - 3:36 - (Mariadele, Saverio Grandi)
13. Se tu mi vuoi - 4:51 - (Mariadele, Saverio Grandi)

## Formazione
- Mariadele – voce, cori
- Nicolò Fragile – tastiera, programmazione
- Cesare Chiodo – basso, chitarra elettrica, chitarra classica, chitarra acustica
- Alfredo Golino – batteria
- Giorgio Secco – chitarra acustica, chitarra elettrica
- Saverio Grandi – chitarra
- Samuele Dessì – chitarra, programmazione
- Luca Meneghello – chitarra
- Ernesttico Rodriguez – percussioni
- Faso – basso
- Antonio Galbiati, Giorgio Rizzi, Nadia Biondini – cori